# Danh sách máy bay chiến đấu
Danh sách máy bay quân sự là danh sách liệt kê tất cả các loại máy bay quân sự hiện đại thường gặp của các nước được sử dụng gần đây để so sánh và theo dõi. Nếu có bài mới về loại máy bay quân sự nào đó xin điền thêm cho đủ danh sách.

## Hoa Kỳ
1. Máy bay ném bom

1. 1. B-1 Lancer, B-2 Spirit, B-52
  2. F-111
2. Máy bay tiêm kích

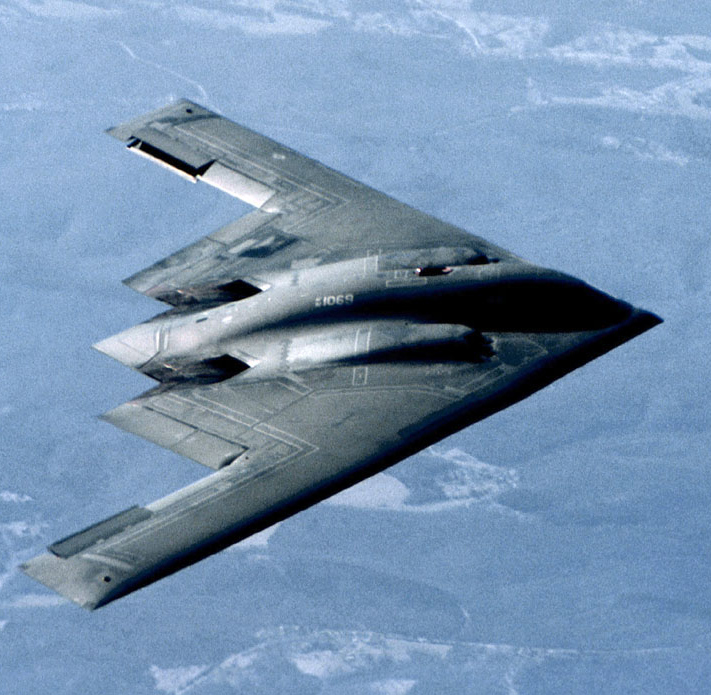
Máy bay ném bom của Hoa Kỳ B-2 Spirit

  1. F-1, F-2, F-3, F-4 Phantom II, F-5, F-6, F-8 Crusader, F-9, F-10 Skyknight, F-11 Tiger, F-13, F-14 Tomcat, F-15 Eagle, F-16 Fighting Falcon, YF-17 Cobra, F/A-18 Hornet, F-18, F-19, F-20 Tigershark, F-22 Raptor, F-35 Lightning II, F-111, F-117 Nighthawk, F-118
3. Máy bay trực thăng1. Chống ngầm

- SH-3H Sea King
- Sikorsky SH-60 Seahawk2.Tấn công

- AH-1W/Z Cobra/Viper
- AH-6J/M Little Bird
- AH-64A/D Apache/Longbow
- RAH-66 Comanche3.Vận tải

- CH-46 Sea Knight
- CH-47D Chinook
- CH-53E Super Stallion
- M/CV-22B Osprey4.Nhiều nhiệm vụ

- MH-6J/M Little Bird
- MV-22 Osprey
- MH-47D/E Chinook
- MH-53J/M Pave Low III/IV[2]
- MH-60K/L/M Black Hawk
- MH-60R Seahawk
- MH-60S Seahawk5.Quan sát

- OH-58A/C/DCứu trợ

- HH-60G Pave Hawk[3]
- HH-60H Sea Hawk
- MH-68A StingrayChỉ huy

- VH-3A/D Sea King/Marine One
- VH-53D Sea Stallion/Marine One
- VH-60L Black Hawk
- VH-60N Nighthawk/Marine One[4]Huấn luyện, đào tạo

- TH-57 Sea Ranger
- TH-67A CreekĐa Nhiệm

- UH-1H/N/Y Iroquois
- UH-3H Sea King
- UH-60A/L Black Hawk

## Nga
1. Máy bay ném bom
1. 1. M-4
  2. Su-24
  3. TB-1, TB-2, TB-3, Tupolev Tu-95
  4. Yak-24, Yak-26, Yak-28 tu-160

2. Máy bay tiêm kích
1. 1. La-9, La-11, La-15
  2. Mikoyan-Gurevich MiG-15, Mikoyan-Gurevich MiG-17, Mikoyan-Gurevich MiG-19, Mikoyan-Gurevich MiG-21, Mikoyan-Gurevich MiG-23, Mikoyan-Gurevich MiG-25, Mikoyan MiG-27, Mikoyan MiG-29, Mikoyan MiG-31, Mikoyan MiG-33, Mikoyan MiG-35, Mikoyan-Gurevich I-270
  3. Sukhoi Su-7, Sukhoi Su-9, Sukhoi Su-11, Sukhoi Su-15, Su-17,Su-22, Sukhoi Su-24, Su-27, Su-30, Sukhoi Su-33, Sukhoi Su-34, Sukhoi Su-35, Sukhoi Su-37, Su-47, Sukhoi Su-57 (PAK FA T50)
  4. Yak-15, Yak-17, Yak-23, Yak-25, Yak-28, Yak-41

3. Trực thăng
1. 1. Kamov, Kamov Ka-15, Ka-20, Ka-22, Ka-25, Ka-26, Ka-27, Kamov Ka-50, Kamov Ka-52, Ka-136
  2. Mi-1, Mil Mi-2, Mil Mi-4, Mil Mi-6, Mil Mi-8, Mil Mi-10, Mil Mi-12, Mil Mi-14, Mil Mi-17, Mil Mi-24, Mil Mi-26, Mil Mi-28, Mil Mi-34, Mil Mi-38
  3. Yakovlev, Yakovlev Yak-24

4. Máy bay cường kích
1. 1. Su-24, Su-25, Su-39, Yakovlev Yak-38

## Trung Quốc
1. Máy bay ném bom
2. Trực thăng
3. Máy bay tiêm kích
  1. Chengdu J-10
  2. Shenyang J-11
  3. Shenyang J-15
  4. Shenyang J-16
  5. Chengdu J-20
  6. Shenyang FC-31
  7. Shenyang J35A

## Anh
1. Máy bay ném bom
2. Trực thăng
3. Máy bay tiêm kích
4. Máy bay vận tải quân sự
  1. Airbus A400M

## Pháp
1. Máy bay ném bom
2. Trực thăng
3. Máy bay tiêm kích
  1. Mirage 2000
    1. Máy bay chiến đấu đa chức năng Rafale

## Nhật Bản
Mitsubishi F-2 (Nhật Bản - Hoa Kỳ)